# Яни Рамненски
Яни Вильоглу, наречен Рамненски (на гръцки: Γιάννης Ράμναλης Βίλιογλου, Янис Рамналис Вильоглу), е гъркомански андартски капитан, деец на Гръцката въоръжена пропаганда в Македония.

## Биография
Яни е роден в гъркоманско „българогласно“ патриаршистко семейство 1885 година в българското село Равна (или Рамна), разположено на границата между Кукушко, Сярско и Лъгадинско, тогава в Османската империя, днес Исома, Гърция. През 1904 година убива български търговец в Сяр, отдал къщата си за българско училище.
Яни Вильоглу се присъединява млад към гръцката въоръжена пропаганда и действа с четата на Йоанис Сакеларопулос (Зирия) в Лъгадинско, Богданската планина и Халкидики, макар почти да не знае гръцки език. От 1905 година ръководи собствена чета в същия район, подпомаган от Христос Дремлис. След Младотурската революция от 1908 година се поставя в услуга на новата турска власт, но по-късно е изгонен.
От 1909 година до 1912 година учи в Атина до Балканската война, когато формира нова чета в Халкидики и забавя българската армия при настъплението ѝ към Солун. След прогонването на турските войски от Кукушко и Лъгадинско капитан Янис започва да тероризира местните турски села и повдига духа на гъркоманското население, което е в българската окупационна зона. Кукушкият окръжен управител Владимир Караманов пише:
| „ | Най-много си служеха [гърците] с известния войвода от солунския край капитан Яни, родом от село Равна, Лъгадинско, произхождащ от тамошно гъркоманско семейсво. Той с голяма чета от андарти се движеше предимно из гръцките и гъркомански села, където го приемаха с готовност и радост и го укриваха от преследванията му от българската власт, а също и из планинските турски села. И гърци и гъркомани, както и турците, биваха насърчавани от движещите се из селата им андарти, за да не се подчиняват на българската войска и власт в околията им и да искат в техните села да бъде настанена само гръцка власт. Ония от турските села, които не се отзоваваха с готовност на агитациите на андартите и продължаваха да държат за българското управление, биваха подлагани на терор, чрез който да се влияе и на останалите турски села да приемат гръцката войска и власт и да изпълняват техните разпореждания. | “ |

В района на църквата „Света София“ в Солун Рамненски заедно с десет сподвижници успява да убие и рани много български войници с взривове. По време на Междусъюзническата война четата на Рамненски влиза първа в опразнения от българските войски Лъгадина, където се установява да живее след войната. Докато работи в собствената си водна мелница е убит от крадец през 1923 година. Посмъртно е произведен в чин втори лейтенант и през 1966 година в Лъгадина е издигнат негов паметник.

## Галерия
- Яни Рамненски и Лазар Доямов
- Яни Рамненски (в средата) и Лазар Доямов (вдясно)
- Фотис и Христос от четата на Рамненски
- Четата на Яни Рамненски[7]